# Liste der Monuments historiques in Francastel
Die Liste der Monuments historiques in Francastel führt die Monuments historiques in der französischen Gemeinde Francastel auf.

## Liste der Objekte
| Bezeichnung               | Beschreibung                              | Standort                                       | Kennzeichnung | Schutzstatus | Datum | Bild |
| ------------------------- | ----------------------------------------- | ---------------------------------------------- | ------------- | ------------ | ----- | ---- |
| Skulptur Madonna und Kind | Stein, polychrom gefasst, 16. Jahrhundert | in der Kirche Notre-Dame de la Nativité (Lage) | PM60000826    | Classé       | 1913  |      |